# London-Marathon 1992
| 12. London-Marathon    | 12. London-Marathon            |
| ---------------------- | ------------------------------ |
| Stadt                  | London, Vereinigtes Königreich |
| Datum                  | 12. April 1992                 |
| Distanz                | 42,195 Kilometer               |
| Sieger                 |                                |
| Männer                 | António Pinto (2:10:02 h)      |
| Frauen                 | Katrin Dörre (2:29:39 h)       |
| ← London-Marathon 1991 | London-Marathon 1993 →         |
| Website                | Offizielle Website             |

Der London-Marathon 1992 (offiziell: ADT London Marathon 1992) war die zwölfte Ausgabe der jährlich stattfindenden Laufveranstaltung in London, Vereinigtes Königreich. Der Marathon fand am 12. April 1992 statt.
Bei den Männern gewann António Pinto in 2:10:02 h, bei den Frauen Katrin Dörre in 2:29:39 h.

## Ergebnisse

### Männer
| Platz | Athlet              | Land                   | Zeit (h) |
| ----- | ------------------- | ---------------------- | -------- |
| 01    | António Pinto       | Portugal               | 2:10:02  |
| 02    | Jan Huruk           | Polen                  | 2:10:07  |
| 03    | Thomas Robert Naali | Tansania               | 2:10:08  |
| 04    | Tena Negere         | Äthiopien              | 2:10:10  |
| 05    | Paul Evans          | Vereinigtes Königreich | 2:10:36  |
| 06    | Jakow Tolstikow     | Russland               | 2:10:49  |
| 07    | Thabiso Moqhali     | Lesotho                | 2:10:55  |
| 08    | Zerihun Gizaw       | Äthiopien              | 2:11:25  |
| 09    | Leszek Beblo        | Polen                  | 2:11:28  |
| 10    | Maurilio Castillo   | Mexiko                 | 2:12:02  |

### Frauen
| Platz | Athletin            | Land                   | Zeit (h) |
| ----- | ------------------- | ---------------------- | -------- |
| 01    | Katrin Dörre        | Deutschland            | 2:29:39  |
| 02    | Renata Kokowska     | Polen                  | 2:29:59  |
| 03    | Andrea Wallace      | Vereinigtes Königreich | 2:31:33  |
| 04    | Janeth Mayal        | Brasilien              | 2:34:02  |
| 05    | Jackie Hallam       | Australien             | 2:34:29  |
| 06    | Marian Sutton       | Vereinigtes Königreich | 2:34:38  |
| 07    | Lidia Camberg       | Polen                  | 2:34:39  |
| 08    | Karolina Szabó      | Ungarn                 | 2:35:21  |
| 09    | Griselda González   | Argentinien            | 2:37:21  |
| 10    | Angélica de Almeida | Brasilien              | 2:37:40  |